# Pyrénées-Orientales
Pyrénées-Orientales är ett franskt departement i regionen Occitanien. Huvudort är Perpignan. I den tidigare regionindelningen som gällde fram till 2015 tillhörde Pyrénées-Orientales regionen Languedoc-Roussillon. Departementet gränsar till Spanien och Medelhavet och motsvarar i stort sett den historiska provinsen Roussillon, en tidigare främst katalanskspråkig region som 1659 överfördes från Spanien till Frankrike. 
Llivia är en enklav i Pyrénées-Orientales som är en exklav till Spanien. 